# Dennis Murphy
William Dennis Murphy (Birmingham, 24 de octubre de 1944) es un jinete estadounidense que compitió en la modalidad de salto ecuestre.
Ganó una medalla de bronce en el Campeonato Mundial de Saltos Ecuestres de 1978 y una medalla de oro en los Juegos Panamericanos de 1975, ambas en la prueba por equipos.

## Palmarés internacional
| Campeonato Mundial   | Campeonato Mundial        | Campeonato Mundial | Campeonato Mundial |
| Año                  | Lugar                     | Medalla            | Categoría          |
| -------------------- | ------------------------- | ------------------ | ------------------ |
| 1978                 | Aquisgrán (RFA)           | Medalla de bronce  | Por equipos        |
| Juegos Panamericanos |                           |                    |                    |
| Año                  | Lugar                     | Medalla            | Categoría          |
| 1975                 | Ciudad de México (México) | Medalla de oro     | Por equipos        |